# Eric Young (football)
Pour les articles homonymes, voir Eric Young et Young.
Eric Young est un footballeur gallois, né le 25 mars 1960 à Singapour. Évoluant au poste de défenseur central, il est principalement connu pour ses saisons à Brighton & Hove Albion, Wimbledon, Crystal Palace et Wolverhampton Wanderers ainsi que pour avoir été sélectionné en équipe du Pays de Galles.

## Biographie

### Carrière de joueur
Natif de Singapour mais d'origine antillaise, il commence sa carrière dans des clubs non league à Southall (en) puis à Slough Town (en), où sa capacité à diriger une défense le fait remarquer des clubs de Football League. Il s'engage ainsi pour Brighton & Hove Albion en 1982. Il joue 126 matches de championnat pour les Seagulls pour 10 buts marqués avant d'être transféré à Wimbledon pour 70 000 £ en 1987.
Chez les Wombles, il devient un des chouchous du public, formant une paire de défenseurs réputée avec son coéquipier Andy Thorn. Il remporte la FA Cup en 1988 après une victoire mémorable 1-0 contre Liverpool.
Après 99 matches de championnat et 9 buts pour les Dons, il est vendu à Crystal Palace pour 850 000 £, ce qui constitue un montant très élevé pour l'époque pour un défenseur de 30 ans. Avec les Glaziers, il atteint le sommet de sa carrière en termes de niveau de jeu, notamment lorsque sa charnière avec Andy Thorn est reconstituée. Il finit la saison 1990-91 à la 3e place, ce qui constitue son meilleur classement. 
Un clash avec l'entraîneur Alan Smith (en) a pour conséquence qu'il se retrouve privé d'une place de titulaire et qu'il quitte finalement le club pour rejoindre Wolverhampton Wanderers en transfert gratuit, après 161 matches de championnat et 15 buts pour Crystal Palace.
Il passe deux saisons avec les Wolves avant de quitter le milieu professionnel, malgré un dernier retour à Crystal Palace en 1997. Il ne raccroche pas totalement les crampons, finissant sa carrière dans des clubs non league, à Enfield (en) puis à Egham Town (en), où il joue jusqu'à l'âge de 41 ans. Durant sa carrière, il était surnommé Ninja, en raison d'un bandeau marron qu'il portait très fréquemment.
Depuis sa retraite, il s'est reconverti dans la comptabilité dans une compagnie basée à Heathrow.

### Carrière internationale
En tant que citoyen britannique né à l'étranger (à Singapour en l'occurrence) et, étant données les conditions d'admissibilité en sélection d'un joueur britannique, il peut choisir la nation (Angleterre, Pays de Galles, Écosse ou Irlande du Nord) pour laquelle il est sélectionnable.
Il opte ainsi pour l'équipe du Pays de Galles sans qu'aucun lien ne le rattache au Pays de Galles. Il fait ses débuts avec les Dragons, à l'âge de 30 ans, en 1990, pour un match au Ninian Park de Cardiff contre Chypre, lors d'un match où Gary Speed et Paul Bodin débutèrent aussi leur carrière internationale.
Il obtient un total de 21 sélections en équipe du Pays de Galles jusqu'en 1995.

## Palmarès
- Wimbledon :
  - FA Cup : 1988